# Suðurstreymoy

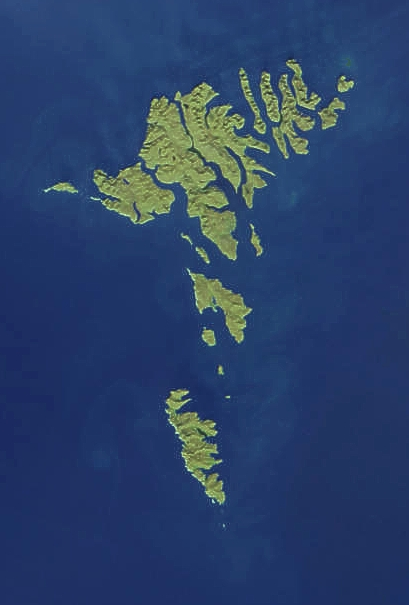
Karta över Färöarna

Suðurstreymoy (IPA: /suwurstrɛimi/) är en region och tidigare valkrets (valdømi) vid lagtingsval på Färöarna. Hela Suðurstreymoy är en del av kommunen Tórshavn, som också omfattar bygderna vid Kollafjørður. Den 1 januari 2016 hade Suðurstreymoy 19 582 invånare, fördelat på 14 byar och bygder. 
Suðurstreymoy utgör den sydligaste tredjedelen av ön Streymoy samt de omkringliggande öarna Nólsoy, Hestur och Koltur.  Suðurstreymoy avgränsas mot Norðurstreymoy mellan Kollafjørður och Kaldbaksfjørður i öster och mellan Skælingur och Norðradalur i väster.
Suðurstreymoy omfattar de sydliga delarna av huvudön Streymoy (huvudsakligen Tórshavnsområdet), Nólsoy, Hestur och Koltur. Räknat i antal röstberättigade och lagtingsmedlemmar för val, var detta Färöarnas största valkrets. Ordningen med valkretsar blev avskaffad vid lagtingsvalet 2008. Alla kommuner i Suðurstreymoy är i dag samlade i Tórshavns kommun. 
Inom folkkyrkan är Färöarna indelade i prestagjald (prestagjøld i flertal). Streymoy indelas i Suðurstreymoyar eystara (Sydstreymoy öster), Suðurstreymoyar vestara (Sydstreymoy väster) och Norðstreymoyar (Nordstreymoy) prestagjald.
Inom äldreområdet är Färöarna indelade i sex regioner eller geografiska områden (øki). Region 1 heter Suðurstreymoy och motsvarar Tórshavns kommun.
Suðurstreymoy och Norðurstreymoy utgör en sýsla i polis- och rättsväsenet. Sedan 2010 har Streymoy, Vágar och Sandoy sýslor utgjort egna rättskretsar, men ett gemensamt polisdistrikt.
I Färöarnas skeppsregister hör Suðurstreymoy och bygderna vid Kollafjørður till Tórshavn (TN).